# Центральное объединение политических эмигрантов из СССР
Центральное объединение политических эмигрантов из СССР (ЦОПЭ, нем. Zentralverband Politischer Emigranten aus der UdSSR) — организация эмигрантов второй волны эмиграции из СССР после Второй Мировой войны. 
Создана в 1952 году в Мюнхене (ФРГ) бывшими советскими гражданами (перемещенными лицами, невозвращенцами, остарбайтерами, коллаборационистами, а также бежавшими из советской зоны оккупации в послевоенный период). Позднее возникли филиалы в США, Бельгии, Франции и Австрии.
В 1950-х — начале 1960-х годов организация издавала журнал «Свобода» . Существовала немецкая версия журнала «Свобода» под названием Freiheit. Также краткое время издавался журнал на немецком языке Freie Rundschau.
Также был издан ряд книг таких авторов, как Л. В. Дудин, А. Днепровец (псевдоним), В. И. Юрасов, О. Г. Полякова (Л. Осипова) и др.
В 1953—1954 гг. при ЦОПЭ существовала школа пропагандистов в Мюнхене, ученики которой готовились вести пропаганду среди советских военнослужащих и жителей Восточной Германии. В подчинении ЦОПЭ был находившийся в Мюнхене «Дом дружбы», который на деньги из Толстовского фонда обеспечивал сотрудников питанием, жильём и работой.
В начале 1960-х годов активность ЦОПЭ значительно снизилась. Ликвидировано в середине 1960-х гг.
Руководители:
- Григорий Климов (до 1955)
- Юрий Музыченко (псевдоним «Письменный», 1956—1957)

Адреса:
- Martin-Luther-Strasse 88, Berlin
- Gaiglstrasse 25, München